# Cory est dans la place
Cory est dans la place (Cory in the House) est une sitcom américaine en 34 épisodes de 25 minutes créée par Marc Warren et Dennis Rinsler, produite par les studios Disney et diffusée entre le 12 janvier 2007 et le 12 septembre 2008 sur Disney Channel. Cette série est un spin-off de Phénomène Raven.
En France, la série est diffusée depuis le 17 avril 2007 sur Disney Channel et depuis le 30 août 2009 sur NRJ 12. Au Québec, la série est diffusée sur VRAK.TV depuis le 26 décembre 2007.

## Synopsis
Victor Baxter a obtenu un emploi comme chef du personnel de cuisine du Président des États-Unis. Alors que sa fille Raven continue de vivre à San Francisco, et que sa femme Tanya continue de faire ses études à Londres, Victor et son fils Cory déménagent pour vivre à la Maison-Blanche à Washington. Là-bas, Cory doit gérer une nouvelle vie pleine de contraintes. C'est à sa nouvelle école qu'il rencontrera ses deux nouveaux meilleurs amis : Newton et Meena.
Newton est le fils d'une famille de politiciens. Il joue de la guitare électrique et est légèrement attardé. Meena est la fille de l'ambassadeur de Bahavie (pays inventé). Ce dernier très proche de la culture Bahavienne admet difficilement que sa fille veuille être "moderne". Les trois amis jouent dans un groupe de rock : Newton à la guitare, Cory à la batterie et Meena au chant.

## Personnages

### Biographie fictive de Cory Baxter
Cory Baxter (interprété par Kyle Massey) est le personnage principal de la série américaine Cory est dans la place, spin-off de la série Phénomène Raven. Il vit dans la série avec son père Victor Baxter (Rondell Sheridan) à la Maison-Blanche, depuis que ce dernier a été embauché comme chef-cuisinier là-bas.

### Phénomène Raven
Dans Phénomène Raven, il joue le petit frère de Raven Baxter et son meilleur ami Larry est joué par David Henrie

### Cory est dans la place

#### Homme d'affaires
Dès le premier épisode, Cory se présente comme un "homme d'affaires américain", mais Mme Samuels va vite le remettre à sa place. Depuis il réessaye fréquemment de faire des affaires et de devenir riche (il y arrivera - presque - plusieurs fois (parmi ses idées il y eut la poupée Sophie, le salon de coiffure où Newton Livingstone, son ami, fut coiffeur, ainsi qu'une chanson qu'il faillit vendre pour un nombre de dollars d'autant de zéros qu'il l'aurait voulu)).

## Distribution

### Acteurs principaux
- Kyle Massey (VF : Gwenaël Sommier) : Cory Baxter
- Rondell Sheridan (VF : Denis Boileau) : le chef Victor Baxter
- Jason Dolley (VF : Alexandre Nguyen) : Newton « Newt » Livingston III
- Maiara Walsh (VF : Chloé Berthier) : Meena Paroom
- Madison Pettis (VF : Jessica Monceau) : Sophie Martinez
- John D'Aquino (VF : Bernard Alane) : le président Richard Martinez
- Jake Thomas (VF : Yoann Sover) : Jason Stickler
- Lori Alan : Mme Flowers
- Lisa Arch (VF : Marjorie Frantz) : Samantha Samuels
- Jordan Puryear (VF : Jessica Barrier) : Candy

### Invités
- Raven Symoné (VF : Barbara Tissier) : Raven Baxter (sœur de Cory, saison 1, épisode 16)
- The Rock (VF : Bruno Dubernat) : lui-même (saison 1, épisode 21)
Version française
  - Studio de doublage : Dubbing Brothers[1]
  - Direction artistique : Isabelle Ganz
  - Adaptation : Ghislaine Gozes

## Générique
Le thème des saisons 1 et 2 est Rollin' to D.C. et est interprété par Kyle Massey, Maiara Walsh et Jason Dolley.

## Épisodes

### Première saison (2007)
1. Saut d'obstacles (The New Kid in Town alias Pilot)
2. La Double Vie de Meena (Ain't Miss Bahavian')
3. Tout le monde aime Meena (Everybody Loves Meena)
4. Kitty danse sur le rock  (We Built This Kitty on Rock 'n' Roll)
5. Passion et Amour (Rock The Vote)
6. Skiera, skiera pas ? (Nappers' Delight)
7. La Senteur de la fausse école (Smells Like School Spirit)
8. Un banquet explosif (Just Desserts)
9. L'Idole de la Bahavie (Bahavian Idol)
10. Un scoop extra (Beat the Press)
11. Hypnoses (Mall of Confusion)
12. Les grands esprits se rencontrent (Get Smarter)
13. Et le perdant est… (And The Weenie Is…)
14. Un diable en plus ! (No, No Nanoosh)
15. Une histoire difficile à digérer (Air Force One Too Many)
16. Phénomène à la Maison blanche ! (That's So In The House!)
17. Faites un vœu (Gone Wishin)
18. Je n'ai pas le rythme dans la peau (I Ain't Got Rhythm)
19. Le Maître-chanteur (The Kung Fu Kats Kid)
20. Donner, c'est donner (A Rat by Any Other Name)
21. The Rock mène la danse (Never The Dwayne Shall Meet)

### Deuxième saison (2007-2008)
1. Le Sceau présidentiel (The Presidential Seal)
2. Une chanson pour ce soir (Through the Roof)
3. Meena en terrain miné (Monster's Ball)
4. Cory embrasse sa nouvelle carrière (Lip Service)
5. La Poupée hantée (Who Let the Dolls Out)
6. Chimie et Alchimie (We Don't Have Chemistry)
7. Stanley connaît la chanson (Uninvited Pest)
8. SOS des tresses (Making the Braid)
9. Top model (Model Behavior)
10. Cory baby-sitter (Sittin' Pretty)
11. Le Choc des titans (Macho Libre)
12. Cory ambassadeur de la paix (Peace, Love, and Misunderstanding)
13. Question d'humeur (Mad Songs Pay So Much)

## Commentaires
- Cory est dans la place est tournée à Hollywood Center Studio où d'autre séries de Disney sont tournées telles que La Vie de palace de Zack et Cody ou bien avant Phénomène Raven.
- Le tournage de l'épisode pilote a commencé le 18 juillet 2006. Il a été diffusé le 12 janvier 2007 et a attiré 7,6 millions de téléspectateurs.
- En avril, le même jour que la diffusion de Jump In!, 2 épisodes de Cory est dans la place furent diffusés en France.
- Le 11 juin 2007, Disney Channel aux États-Unis annonce la production d'une nouvelle saison (la deuxième) après le succès rencontré auprès du public dans le monde entier.
- Le 26 décembre 2007, au Québec, VRAK.TV a diffusé en avant-première quatre épisodes de Cory est dans la place. La série est maintenant diffusée officiellement depuis le 10 janvier 2008.
- Faute de succès lors de la deuxième saison, la série est arrêtée.

## International
| Pays                                                                                  | Chaîne                             | Première Diffusion           |
| ------------------------------------------------------------------------------------- | ---------------------------------- | ---------------------------- |
| États-Unis                                                                            | Disney Channel                     | 12 janvier 2007              |
| Canada                                                                                | Family                             | 12 janvier 2007              |
| Québec                                                                                | VRAK.TV                            | 26 décembre 2007             |
| Royaume-Uni                                                                           | Disney Channel UK & Ireland        | 26 janvier 2007              |
| Inde                                                                                  | Disney Channel India               | 9 juin 2007                  |
| Portugal                                                                              | Disney Channel Portugal            | mars 2007                    |
| France                                                                                | Disney Channel France et NRJ 12    | 24 avril 2007 / 30 août 2009 |
| Allemagne                                                                             | Disney Channel Deutschland         | 24 mars, 2007                |
| Asie - Corée du Sud - Malaisie - Philippines - Hong Kong - Taïwan                     | Disney Channel Asia                | 27 avril 2007                |
| Italie                                                                                | Disney Channel Italia              | 16 mai 2007                  |
| Japon                                                                                 | Disney Channel Japan               | 2007                         |
| Brésil                                                                                | Disney Channel Brazil              | 8 juillet 2007               |
| Australie                                                                             | Disney Channel Australia           | 27 avril 2007                |
| Amérique latine - Chili - Colombie - Cuba - Porto Rico - Mexique - Costa Rica - Pérou | Disney Channel Latin America       | 10 juin 2007                 |
| Moyen-Orient - Liban - Émirats arabes unis - Jordanie - Égypte - Arabie saoudite      | Disney Channel Middle East et MBC4 | 2007                         |
| Afrique - Côte d'Ivoire Sénégal                                                       | La Première RTS Disney channel     | 2009                         |

## Sources
- Cet article est partiellement ou en totalité issu de l'article intitulé « Cory Baxter » (voir la liste des auteurs).